# مگان دادز
مگان دادز (انگلیسی: Megan Dodds؛ زادهٔ ۱۵ فوریهٔ ۱۹۷۰) یک هنرپیشه، و فیلم‌نامه‌نویس اهل ایالات متحده آمریکا است.
از فیلم‌ها یا برنامه‌های تلویزیونی که وی در آن نقش داشته است می‌توان به همیشه بعد از، واندرول و جولیت، برهنه اشاره کرد.